# Kristian Kofoed
Kristian Hansen Kofoed, född 11 mars 1879, död 14 maj 1951, var en dansk politiker och ämbetsman.
Kristian Kofoed var född på Bornholm, avlade kandidatexamen 1908 och var adjunkt i Rønne 1909–1920. Kofoed var folketingsman för Radikale Venstre 1913–1920, blev 1919 ordförande i statens lönenämnd och var 1924–1949 departementschef i finansministeriet. Han var finansminister i Erik Scavenius regering 1942–1945, var medlem av en rad kommissioner och slutligen ordförande för 1946 års förvaltningskommission. Kofoed lade grunden till ett enhetligt och klart upplagt lönesystem för statens ämbets- och tjänstemän, vilket stod i fast relation till prisutvecklingen.